# La peggior settimana della mia vita
La peggior settimana della mia vita è un film del 2011 diretto da Alessandro Genovesi.
Il film è tratto dalla sitcom britannica della BBC The Worst Week of My Life, già adattata in precedenza anche dalla CBS con la serie statunitense La peggiore settimana della nostra vita (Worst Week). Notevoli sono anche le somiglianze con Ti presento i miei.
Ha fatto il suo primo passaggio televisivo il 13 novembre 2012 su Canale 5, seguito da 5.355.000 di telespettatori (indice d'ascolto del 18,82%).

## Trama
Paolo, impiegato quarantenne presso un'agenzia di pubblicità che si trova a Milano, è fidanzato con Margherita, più giovane di lui di una decina d'anni e figlia di una ricca famiglia borghese. Nonostante la differente condizione sociale, decidono di fissare la data delle nozze, anche se i genitori della ragazza sono fortemente contrari al matrimonio.
Durante l'ultima settimana prima delle nozze si verificano una serie di eventi e di catastrofici episodi che peggioreranno la già cattiva reputazione di Paolo.

## Accoglienza

### Incassi
La pellicola in Italia ha incassato 9678404 €.

## Riconoscimenti
- 2011 - Capri, Hollywood
  - Miglior attore a Fabio De Luigi
  - Miglior attrice a Chiara Francini
- 2012 - Premio Kineo
  - Nomination Miglior film a Alessandro Genovesi
  - Nomination Miglior attore protagonista a Fabio De Luigi
  - Nomination Miglior attrice protagonista a Cristiana Capotondi
  - Nomination Miglior attrice non protagonista a Chiara Francini

## Sequel
Visti gli incassi inaspettati del film, la Warner Bros. ha deciso di produrne un sequel, Il peggior Natale della mia vita, distribuito il 22 novembre 2012.